# NGC 7190
NGC 7190 est une vaste galaxie lenticulaire barrée, relativement éloignée et située dans la constellation de Pégase. Sa vitesse par rapport au fond diffus cosmologique est de 8 437 ± 36 km/s, ce qui correspond à une distance de Hubble de 124,4 ± 8,7 Mpc (∼406 millions d'al). NGC 7190 a été découverte par l'astronome français Édouard Stephan en 1869.